# Apozomus eberhardi
Espèce
Apozomus eberhardi est une espèce de schizomides de la famille des Hubbardiidae.

## Distribution
Cette espèce est endémique du Kimberley en Australie-Occidentale,. Elle se rencontre dans la grotte Old Napier Downs Cave dans les monts Napier.

## Description
Le mâle holotype mesure 4,3 mm.

## Étymologie
Cette espèce est nommée en l'honneur de Stefan Eberhard.

## Publication originale
- Harvey, 2001 : New cave-dwelling schizomids (Schizomida: Hubbardiidae) from Australia. Records of the Western Australian Museum Supplement, vol. 64, p. 171-185.